# Доисторическая Сербия
Доисторическая Сербия входит в общую историю Сербии и охватывает период с момента появления первых людей на её территории примерно в 40 000 году до н. э. до появления здесь римлян в III веке до н. э.
Наиболее известные археологические находки на территории современной Сербии относятся к Старчевской и Винча культурам, датирующиеся 6400-6200 годами до н. э.

## Палеолит

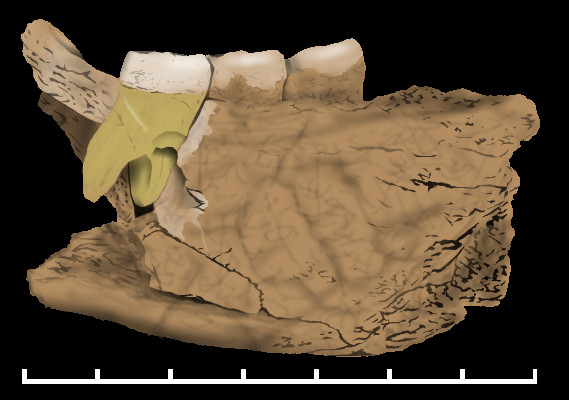
Окаменелая челюсть BH-1 из Мала Баланицы

В 2000 году в пещере Мала Баланица, находящейся в Сичевском ущелье (sr:Сићевачка клисура) была найдена часть челюсти древнего человека, предположительно вида Homo erectus или Homo heidelbergensis, датируемая возрастом 525—397 тыс. лет назад.
В 2017 году в пещере Велика Баланица в культурном слое с мустьерскими орудиями нашли два моляра (BH-2 и BH-3) и резец (BH-5), а также фрагмент правой верхней челюсти с одним целым первым моляром (BH-4). Культурный слой датируется возрастом около 290 тыс. л. н., что соответствует днепровскому оледенению, начавшемуся во время морской изотопной стадии 8 (MIS8).
В пещере Пештурина в общине Нишка-Баня четвёртый культурный слой датируется морской изотопной стадией 5 (133—74 тыс. л. н.). Зуб (моляр) неандертальца из пещеры Пештурина датируется возрастом ок. 102 тыс. л. н. (морская изотопная стадия MIS 5c).
В пещере Шалитрена (Šalitrena Cave) обнаружены граветтские слои.

## Мезолит
Одним из древнейших следов пребывания человека на территории Сербии считается мезолитическая стоянка охотников и рыболовов Лепенски-Вир. У представителей культуры Лепенски-Вир определены митохондриальные гаплогруппы H40, J2b1 и Y-хромосомная гаплогруппа R1b1a. У образца I5235 (Железные Ворота, Padina, 9221—8548 лет до н. э.) определили Y-хромосомную гаплогруппу R1b1a2-V88 и митохондриальную гаплогруппу U5b2c>U5b2c*. У образца I5236 (Железные Ворота, Padina, 8290—7825 лет до н. э.) определили Y-хромосомную гаплогруппу I2a1a2a2~-Y28222 и митохондриальную гаплогруппу U5a2d>U5a2d*.
Сельское хозяйство возникает на территории Сербии около 10,5 — 8,5 тыс. лет до н. э.

## Неолит
Неолит Сербии представлен культурами Старчево и Винча, созданными потомками переселенцев из Малой Азии. Символы культуры Винча, по мнению ряда исследователей, были древнейшей письменностью или протописьменностью в Европе. Затем их сменяет баденская культура.
Краткий перечень культур неолита на территории Сербии:
- Старчево — 6400 г. до н. э.
- Винча — 5500 г. до н. э.
- Сэлкуца-Криводол-Бубань — 4000 г. до н. э.

У представителей культуры Винча определены митохондриальные гаплогруппы H, HV, K1a4 и Y-хромосомная гаплогруппа G2a (субклады G2a2a1, G2a2a1a). У образца I4878 (Железные Ворота, Vlasac, 5995—5710 лет до н. э.) определили Y-хромосомную гаплогруппу I2a2a1a2b-Y7240>Y7240* и митохондриальную гаплогруппу U4a>U4a*. У образца I4914 (Железные Ворота, Hajduka Vodenica, 6355—5990 лет до н. э.) определили Y-хромосомную гаплогруппу I2a2a1b-CTS10057 и митохондриальную гаплогруппу U5a1c1>U5a1c1*.

## Медный век
Первые свидетельства металлургии, относящиеся к промежутку 6-5 тыс. до н. э., обнаружены на таких стоянках, как Майданпек, Ярмовац, Плоцник, а также в доисторической шахте Рудна Глава.
Древнейший медный топор в Европе, найденный в Прокупле, является свидетельством того, что металлургия в Европе возникла около 5500 года до н. э. на территории культуры Винча.
Геохимический анализ образцов, взятых в торфяном болоте Црвени-Поток (Crveni Potok), выявил следы загрязнения свинцом начиная с 3600 года до нашей эры.
Некоторые культуры медного века:
- Костолацкая культура — 3250 год до н. э.

## Бронзовый век
- Винковацкая культура (около 2300—1600 гг. до н. э.).
- Ватин — 1600 год до н. э.
- Брница — 1400 год до н. э.

## Железный век
Территорию Сербии занимают в основном иллирийцы, на севере — фракийцы. Развиваются местные варианты гальштатской культуры.

## Исследователи
- Васич, Милойе
- Милойчич, Владимир